# Флуорн-Вінцельн
Флуорн-Вінцельн (нім. Fluorn-Winzeln) — громада в Німеччині, знаходиться в землі Баден-Вюртемберг. Підпорядковується адміністративному округу Фрайбург. Входить до складу району Ротвайль.
Площа — 24,59 км2. Населення становить 3127 ос. (станом на 31 грудня 2020).